# Esther Rot
Esther Rot (née Shahamorov le 16 avril 1952 à Tel Aviv) est une athlète israélienne, spécialiste des épreuves de sprint, du 100 m haies et des épreuves combinées

## Biographie
Esther Roth décroche cinq médailles d'or lors des Jeux asiatiques, dont trois lors de l'édition 1974.
Elle réalise le doublé 100 m / 200 m lors des championnats d'Asie 1975. Elle se classe sixième du 100 m haies lors des Jeux olympiques de 1976, à Montréal.
Elle détient de 1972 à 2018 le record d'Israël du 100 m en 11 s 45.

### Palmarès
| Date | Compétition         | Lieu     | Résultat | Épreuve          | Performance |
| ---- | ------------------- | -------- | -------- | ---------------- | ----------- |
| 1970 | Jeux asiatiques     | Bangkok  | 1re      | 100 m haies      | 14 s 0      |
| 1970 | Jeux asiatiques     | Bangkok  | 2e       | Saut en longueur | 5,94 m      |
| 1970 | Jeux asiatiques     | Bangkok  | 1re      | Pentathlon       | 4 530 pts   |
| 1974 | Jeux asiatiques     | Téhéran  | 1re      | 100 m            | 11 s 90     |
| 1974 | Jeux asiatiques     | Téhéran  | 1re      | 200 m            | 23 s 79     |
| 1974 | Jeux asiatiques     | Téhéran  | 1re      | 100 m haies      | 13 s 31     |
| 1975 | Championnats d'Asie | Séoul    | 1re      | 100 m            | 11 s 91     |
| 1975 | Championnats d'Asie | Séoul    | 1re      | 200 m            | 23 s 72     |
| 1976 | Jeux olympiques     | Montréal | 6e       | 100 m haies      | 13 s 04     |

### Records
| Épreuve     | Performance | Lieu      | Date               |
| ----------- | ----------- | --------- | ------------------ |
| 100 m       | 11 s 45     | Munich    | 1er septembre 1972 |
| 200 m       | 23 s 57     | Stuttgart | 26 août 1975       |
| 100 m haies | 12 s 93     | Berlin    | 20 août 1976       |